# 247-я стрелковая дивизия (1-го формирования)
247-я стрелковая дивизия (1-го формирования) (247-я сд) — воинское соединение РККА ВС СССР в годы Великой Отечественной войны, сформированное из кадров пограничных войск НКВД СССР.

## История
В соответствии с решением Ставки ГК (приказ №00100 от 29 июня 1941 года) Наркоматом внутренних дел СССР из кадров начальствующего и рядового состава пограничных и внутренних войск НКВД в июне — июле 1941 года было сформировано пятнадцать стрелковых дивизий (приказ № 00837 от 29 июня 1941 года), в том числе и 247-я стрелковая дивизия. Формирование дивизии проходило в период с 1 по 15 июля 1941 года в городе Муром. Дивизия была укомплектована 1542 пограничниками Туркменского пограничного округа и 9098 резервистами из Алтайского края; командный состав состоял из офицеров ПВ НКВД, за исключением офицеров-артиллеристов. После непродолжительной подготовки по взаимодействию подразделений 247 сд по приказу Наркома НКВД была направлена на фронт.
В июле 1941 года дивизия вошла в состав 31-й армии (с 14 июля 1941 года армия входила в состав Фронта резервных армий, с 30 июля 1941 года — Резервного фронта), направленной в район Ржева с задачей создать оборонительный рубеж по линии Осташков — Селижарово — Ржев.
6 августа 1941 года 247 сд была официально передана из НКВД в ведение Народного комиссариата обороны СССР.
6 октября 1941 года, на фоне катастрофически развивавшейся для Красной Армии Вяземской операции, 31-я армия была переподчинена командованию Западного фронта. В тот же день на базе 247-й сд была сформирована оперативная группа генерал-майора Поленова (247-я сд (без двух стрелковых полков), 365-й стрелковый полк 119-й сд, 766-й артиллерийский полк ПТО), начавшая выдвижение в район города Сычёвка. К 7 октября 1941 было завершено окружение части сил Западного и Резервного фронтов («Вяземский котел»), в связи с  чем командованием немецкой группы армий «Центр» было принято решение о повороте частей 9-й армии и 3-й танковой группы на север, для наступления на Ржев и Калинин. С этой целью указанным соединениям приказывалось сосредоточится на линии Гжатск — Сычевка.   
7 октября 1941 года передовые подразделения 247-й сд, выдвинутые в район с. Андреевское, вступили в бой с передовыми частями 1-й танковой дивизии 41-го моторизованного корпуса немцев, продолжавшийся до наступления темноты. В ходе боя части 247-й сд были выбиты из села, но их действия позволили успешно отступить 220-й сд 29-й армии. 
К 8 октября 1941 года 247-я сд с приданными ей частями сосредоточилась в районе Сычевки, заняв оборону с передним краем: Красное — Кобзево — Зеленая Роща — Николаевка, с задачей не допустить продвижения противника на Ржев. Дивизия была усилена частями РККА, выходящими из окружения в район группы Поленова, а так же артиллерийскими подразделениями (392-м корпусным артиллерийским полком, 3-м дивизионом 774-го гаубичного артиллерийского полка, 2-м дивизионом 783-го противотанкового полка, а также батареей 18-й Московской стрелковой дивизии народного ополчения).    
Утром 9 октября началось немецкое наступление на Сычевку. Подразделения 1-й танковой дивизии атаковали позиции 909-го сп к югу от города, стремясь с ходу овладеть Сычевкой, но эта атака была отбита. В течение дня немцы продолжала попытки прорваться к Сычевки, но встретив упорное сопротивление на сильно укрепленных полевых позициях, усиленных бетонными дотами и прикрытых артиллерией, к 19:30 смогли лишь занять Подсосонье, населенный пункт в 3 км южнее Сычевки. Для усиления дивизии в ее состав были направлены 916-й и 920-й сп, которые, тем не менее, в Сычевку до завершения боев так и не прибыли.
Утром 10 октября 909-й сп контратаковал 1-ю тд немцев, но успеха не имел, перейдя к обороне на южной окраине Сычевки. В 10:30 1-я тд вновь атаковала Сычевку с юга силами сорока пяти танков при поддержки мотопехоты, но эта фронтальная атака была отбита 3-м батальоном 920-го сп. К 13:00 боевая группа 1-й тд обошла Сычевку с востока и, захватив в 3 км северо-восточнее автомобильный мост через р. Вазуза, ворвалась на окраины города. Часть подразделений 247-й сд начали отход на северо-восток, ведя бои с прорвавшимся противником. Одновременно, с запада перешла в наступление 6-я пехотная дивизия, которая встречая уже лишь отдельные очаги сопротивления так же вступила в город. К 18:30, после упорного боя, части 1-й тд выбили части РККА из города. Юго-западнее Сычевки образовался «котел», в котором оказались части 242-я и 247-я сд. 
Командующий 31-й армией генерал-майор Далматов об октябрьских боях 247-й сд в районе Сычевки: 

Поучителен в этом отношении опыт 247-й стрелковой дивизии (командир генерал-майор В. С. Поленов). Здесь подготовили 1214 истребителей танков. Среди них насчитывалось 316 коммунистов и 476 комсомольцев. Этот большой отряд бойцов регулярно занимался тактикой борьбы с вражескими танками. Группу истребителей возглавил прославленный капитан пограничных войск Владимир Владиславович Жабо. Его отряд в бою под Сычевкой в октябре 1941 года уничтожил 43 бронированные машины противника. Группу Жабо окружили гитлеровцы. Но храбрецы не сдались врагу, продолжая сражаться, уничтожать оккупантов. Немногие из истребителей остались в живых. С группой бойцов Владимир Жабо проник в глубокий тыл немцев и организовал партизанский отряд, комиссаром которого стал Л. Ф. Муханов.— В. Н. Далматов «Начало пути».
15 октября распоряжением штаба 29-й армии остатки 247-й стрелковой дивизии, сведённые в 916-й стрелковый полк, были влиты в состав 250-й стрелковой дивизии. Знамя дивизии было сохранено.
В память об истории и героических традициях воинов-пограничников и воинов-сибиряков приказом командующего Калининским фронтом № 003 от 7 декабря 1941 года на базе отдельной мотострелковой бригады войск НКВД СССР Калининского фронта была сформирована 247-я стрелковая дивизия (2-го формирования) — в дальнейшем 247-я Рославльская Краснознамённая стрелковая дивизия. Приказом Наркома обороны СССР № 00131 от 27 декабря 1941 года 247 сд (1-го формирования) была исключена из состава РККА.

## Подчинение[20]
| На дату    | Фронт (округ)    | Армия      | Корпус |
| ---------- | ---------------- | ---------- | ------ |
| 10.07.1941 | Резерв Ставки ГК | 31-я армия | -      |
| 01.08.1941 | Резервный фронт  | 31-я армия | -      |
| 01.09.1941 | Резервный фронт  | 31-я армия | -      |
| 01.10.1941 | Резервный фронт  | 31-я армия | -      |
| 06.10.1941 | Западный фронт   | 31-я армия | -      |

## Состав[21]
- 909-й стрелковый полк
- 916-й стрелковый полк
- 920-й стрелковый полк
- 778-й артиллерийский полк
- 306-й отдельный истребительно-противотанковый дивизион
- 525-й отдельный зенитный артиллерийский дивизион
- 327-й разведывательный батальон
- 416-й сапёрный батальон
- 668-й отдельный батальон связи
- 266-й медико-санитарный батальон
- 246-я отдельная рота химзащиты
- 469-й автотранспортный батальон
- 285-я полевой автохлебозавод
- 811-я полевая почтовая станция
- 713-я полевая касса Госбанка

## Командный состав
- Командир дивизии — генерал-майор Поленов Виталий Сергеевич.
- Военный комиссар — бригадный комиссар Мочалов Валентин Владимирович.
- Начальник штаба — полковник Головко Николай Александрович.
- Начальник политотдела —  полковой комиссар Дергачёв Иосиф Петрович.

## Известные люди, служившие в дивизии
1. Шафранов Пётр Григорьевич — c 6 августа 1941 г. по 14 октября 1941 г. — командир 778-го ап, полковник. Впоследствии генерал-полковник (1958), Герой Советского Союза (1945).

## Комментарии
1. ↑  916-й и 920-й стрелковые полки (последний - в составе двух батальонов) были приданы 119-й сд
2. ↑  рота 909-го сп с приданной батареей 774-го гаубичного артиллерийского полка
3. ↑  остатки 923-го и 927-го сп и 528-го зенитного дивизиона 251-й сд были приданы 3-му батальону 920-го сп[8]